# Formica molestans
Formica molestans är en myrart som beskrevs av Pierre André Latreille 1802. Formica molestans ingår i släktet Formica och familjen myror. Inga underarter finns listade i Catalogue of Life.